# Afrarchaea entabeniensis
Afrarchaea entabeniensis là một loài nhện trong họ Archaeidae. Loài này phân bố ở Nam Phi.